# Tölö bollplan
Tölö bollplan (på finska Töölön pallokenttä) är en sportanläggning i Helsingfors i Finland. Den öppnades 1915 och går under smeknamnet Bollis. Här drabbade Finland och Sverige samman i sina första bandylandskamper på herrsidan den 23 februari 1919, och Finland vann med 4-1. Vid den olympiska fotbollsturneringen 1952 utklassade det dåvarande Jugoslavien här Indien med 10-1, och Ungern slog Italien med 4-1.